# Hrabia Canning
Wicehrabiowie Canning 1. kreacji (parostwo Zjednoczonego Królestwa)
- 1828–1837: Joan Canning, 1. wicehrabina Canning
- 1837–1862: Charles John Canning, 2. wicehrabia Canning

Hrabiowie Canning 1. kreacji (parostwo Zjednoczonego Królestwa)
- 1859–1862: Charles John Canning, 1. hrabia Canning